# Jennifer Esposito
Jennifer Esposito (New York, 11 aprile 1973) è un'attrice statunitense.
Nel 2005 è nel film Crash - Contatto fisico diretto da Paul Haggis, che le vale numerosi premi assieme agli altri membri del cast, tra cui un Critics' Choice Awards, un Hollywood Film Festival e uno Screen Actors Guild Award. Tra il 2019 e il 2020 è personaggio ricorrente della prima stagione della serie televisiva The Boys, nei panni di Susan Rayner, direttrice della CIA, attratta da Billy Butcher.

## Biografia

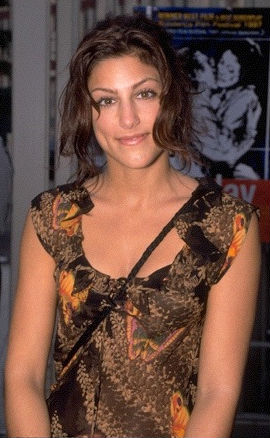
Jennifer Esposito nel 2008

Di origini italoamericane, nasce a Brooklyn, New York, l'11 aprile 1973, secondogenita di due figlie di Phyllis, decoratrice di interni, e Robert Esposito, consulente informatico di Wall Street ed ex-produttore musicale di ascendenze napoletane. Si è diplomata alla Moore Catholic High School di Staten Island.
Il suo debutto avviene nel 1995 nel film per la televisione I ragazzi irresistibili con Woody Allen e Peter Falk ma il suo primo ruolo significativo è in He Got Game (1998) di Spike Lee, con cui torna a lavorare l'anno successivo in S.O.S. Summer of Sam - Panico a New York (1999). Partecipa alla serie tv Spin City (1999), dove ricopre il ruolo di Stacey Paterno, e ai film horror Incubo finale (1998) e Dracula's Legacy - Il fascino del male (2000).
Negli anni seguenti prende parte a film come Don't Say a Word (2001), Welcome to Collinwood (2002), Crash - Contatto fisico (2004) e New York Taxi (2004). Lavora poi prevalentemente in serie televisive, prendendo parte ad alcuni episodi di Giudice Amy, Law & Order - I due volti della giustizia e Samantha chi?; in quest'ultima interpreta il ruolo ricorrente di Andrea, migliore amica della protagonista. Nel 2008 prende parte al film TV 4 padri single di Paolo Monico, prodotto da Gabriele Muccino. Nel 2010 entra a far parte del cast di Blue Bloods dove interpreta il ruolo della detective Jackie Curatola, ruolo poi abbandonato in seguito a contrasti con la produzione.
Nel 2015 entra nel cast della serie Mistresses - Amanti, e nel 2016 nel cast della serie NCIS - Unità anticrimine, che abbandona alla fine della stagione 14, per altri impegni e per la nuova linea narrativa intrapresa dalla serie.

## Vita privata
Il 21 dicembre del 2006 sposa il collega Bradley Cooper, ma nel maggio 2007, dopo solo quattro mesi di matrimonio, hanno entrambi chiesto il divorzio, finalizzato il 10 novembre. Nell'ottobre 2009 ha una relazione con il tennista australiano Mark Philippoussis, che si conclude nell'agosto 2010. Nel maggio 2014 annuncia il suo fidanzamento con il modello britannico Louis Dowler e la coppia convola a nozze il 16 novembre dello stesso anno a New York, per poi divorziare nel marzo 2016. Il 13 settembre 2020 sposa l'istruttore di fitness danese Jesper Vesterstrøm. 
In un'intervista al David Letterman Show dell'ottobre 2011, ha dichiarato di soffrire di celiachia.

## Filmografia

### Attrice

#### Cinema
- A Brother's Kiss, regia di Seth Zvi Rosenfeld (1997)
- Baciami Guido (Kiss Me, Guido), regia di Tony Vitale (1997)
- A Brooklin State of Mind, regia di Frank Rainone (1998)
- No Looking Back, regia di Edward Burns (1998)
- He Got Game, regia di Spike Lee (1998)
- Charlie Hoboken, regia di Thomas F. Mazziotti (1998)
- Just One Time, regia di Lane Janger - cortometraggio (1998)
- Strade Laterali (Side Streets), regia di Tony Gerber (1998)
- Just One Time, regia di Lane Janger (1998)
- Incubo finale (I Still Know What You Did Last Summer), regia di Danny Cannon (1998)
- S.O.S. Summer of Sam - Panico a New York (Summer of Sam), regia di Spike Lee (1999)
- Lo scapolo d'oro (The Bachelor), regia di Gary Sinyor (1999)
- Just One Time, episodio di Boys Life 3, regia di Lane Janger (2000)
- Dracula's Legacy - Il fascino del male (Dracula 2000), regia di Patrick Lussier (2000)
- La proposta (The Proposal), regia di Richard Gale (2001)
- Made - Due imbroglioni a New York (Made), regia di Jon Favreau (2001)
- Don't Say a Word, regia di Gary Fleder (2001)
- Backflash, regia di Philip J. Jones - direct-to-video (2001)
- Ragazze al limite (Beyond the City Limits), regia di Gigi Gaston (2001)
- Welcome to Collinwood, regia di Anthony e Joe Russo (2002)
- Il maestro cambiafaccia (The Master of Disguise), regia di Perry Andelin Blake (2002)
- Breakin' All the Rules, regia di Daniel Taplitz (2004)
- Crash - Contatto fisico (Crash), regia di Paul Haggis (2004)
- New York Taxi (Taxi), regia di Tim Story (2004)
- Juste une fois, episodio di Courts mais GAY: Tome 9, regia di Lane Janger (2005)
- Jesus, Mary and Joey, regia di James Quattrochi (2005)
- Conspiracy, regia di Adam Marcus (2008)
- American Crude - Follie in America (American Crude), regia di Craig Sheffer (2008)
- 4 padri single (Four Single Fathers), regia di Paolo Monico (2009)
- The Broadroom, regia di Ellen Gittelsohn - direct-to-video (2009)
- Mamitas, regia di Nicholas Ozeki (2011)
- Oltre ogni regola (Bending the Rules), regia di Artie Mandelberg (2012)
- Tutto può accadere a Broadway (She's Funny That Way), regia di Peter Bogdanovich (2014)
- Speed Kills, regia di Jodi Scurfierld (2018)
- Mary, regia di Michael Goi (2019)
- Mob Town, regia di Danny A. Abeckaser (2019)
- Somewhere in Queens, regia di Ray Romano (2022)
- Fresh Kills, regia di Jennifer Esposito (2023)

#### Televisione
- The City - soap opera, episodi 14-15-143 (1995-1996)
- I ragazzi irresistibili (The Sunshine Boys), regia di John Erman - film TV (1996)
- Law & Order - I due volti della giustizia (Law & Order) – serie TV, episodi 7x03-17x07 (1996-2006)
- Feds - serie TV, episodio 1x01 (1997)
- Prince Street - serie TV, episodio 1x04 (1997)
- Spin City – serie TV, 47 episodi (1997-1999)
- New York Undercover - serie TV, episodi 4x04-4x05-4x10 (1998)
- Law & Order - Unità vittime speciali (Law & Order: Special Victims Unit) – serie TV, 5 episodi (2000-2021)
- Hack - serie TV, episodio 1x11 (2002)
- Partners and Crime, regia di Thomas Carter - film TV (2003)
- Giudice Amy (Judging Amy) - serie TV, 8 episodi (2004-2005)
- Un bianco Natale a Beverly Hills (Snow Wonder), regia di Peter Werner - film TV (2005)
- Related - serie TV, 19 episodi (2005-2006)
- More, Patience, regia di Arlene Sanford - film TV (2006)
- Rescue Me – serie TV, 5 episodi (2007)
- Samantha chi? (Samantha Who?) – serie TV, 35 episodi (2007-2009)
- The Broadroom - serie TV, episodi sconosciuti (2009)
- The Wish List, regia di Kevin Connor - film TV (2010)
- Mercy – serie TV, episodi 1x21-1x22-1x23 (2010)
- Blue Bloods – serie TV, 48 episodi (2010-2024)
- Taxi Brooklyn – serie TV, 12 episodi (2014)
- Mistresses - Amanti (Mistresses) – serie TV, 13 episodi (2015)
- The Affair - Una relazione pericolosa (The Affair) – serie TV, 6 episodi (2015-2017)
- Taxi 22 - serie TV, episodio 1x01 (2016)
- NCIS - Unità anticrimine (NCIS: Naval Criminal Investigative Service) – serie TV, 24 episodi (2016-2017)
- Blindspot - serie TV, episodi 3x20-3x21 (2018)
- The Boys – serie TV, 6 episodi (2019-2020)
- Awkwafina è Nora del Queens (Awkwafina Is Nora from Queens) - serie TV, 14 episodi (2020-2023)

### Doppiatrice

#### Cinema
- Destino, regia di Dominique Monfery - cortometraggio (2003)

#### Televisione
- Lo spettacolo dei Looney Toones (The Looney Tunes Show) - serie animata, 5 episodi (2011-2012)

### Produttrice
- O, Ryan, regia di Carmen LoBue - cortometraggio (2019)
- Fresh Kills, regia di Jennifer Esposito (2023)

### Regista
- Fresh Kills (2023)

### Sceneggiatrice
- Fresh Kills, regia di Jennifer Esposito (2023)

## Teatro (parziale)
- The 24 Hour Plays, regia di Anna Strout, American Airlines Theatre, New York (2008)

## Riconoscimenti
- Award Circuit Community Award
  - 2005 - Miglior cast per Crash - Contatto fisico (condiviso con altri)
- Behind the Voice Actors Awards
  - 2012 - Candidatura al miglior cast vocale in una serie televisiva per Lo spettacolo dei Looney Tunes (condiviso con altri)
- Cleveland International Film Festival
  - 2024 - Candidatura all'American Independents Competition per Fresh Kills
- Critics' Choice Awards
  - 2006 - Miglior cast corale per Crash - Contatto fisico (condiviso con altri)
- Gold Derby Award
  - 2006 - Miglior cast per Crash - Contatto fisico (condiviso con altri)
- Gotham Independent Film Awards
  - 2005 - Candidatura al miglior cast per Crash - Contatto fisico (condiviso con altri)
- Hamptons International Film Festival
  - 2023 - Miglior produzione cinematografica narrativa per Fresh Kills
  - 2023 - Miglior lungometraggio narrativo per Fresh Kills
- Hollywood Film Festival
  - 2005 - Cast dell'anno per Crash - Contatto fisico (condiviso con altri)
- Screen Actors Guild Award
  - 2006 - Miglior cast per Crash - Contatto fisico (condiviso con altri)

## Doppiatrici italiane
Nelle versioni in italiano delle opere in cui ha recitato, Jennifer Esposito è stata doppiata da:
- Laura Romano in Law & Order - I due volti della giustizia (ep. 7x03), Blue Bloods, NCIS - Unità anticrimine
- Sabrina Duranti in Samanta Chi?, Tutto può accadere a Broadway, The Boys
- Gabriella Borri in Crash - Contatto fisico, S.O.S Summer of Sam - Panico a New York
- Rita Baldini in American Crude - Follie in America, Conspiracy
- Cristina Boraschi ne Il maestro cambiafaccia
- Alessandra Korompay in Law & Order - Unità vittime speciali (ep. 1x20)
- Stefania Nali in Spin City
- Michela Alborghetti in Lo scapolo d'oro
- Daniela Abbruzzese in Speed Kills
- Laura Lenghi in Welcome to Collinwood
- Ilaria Stagni in Don't Say a Word
- Cinzia De Carolis in Un bianco Natale a Beverly Hills
- Barbara De Bortoli in Related
- Chiara Colizzi in Dracula's Legacy - Il fascino del male
- Tiziana Avarista in Breakin' All the Rules
- Francesca Fiorentini in New York Taxi
- Franca D'Amato in Taxi Brooklyn
- Silvia Tognoloni in Incubo finale
- Paola Della Pasqua in La scelta di Joey
- Giò Giò Rapattoni in The Affair - Una relazione pericolosa
- Stella Musy in Law & Order - Unità vittime speciali (st. 20-22)